# Zwarte den
Zwarte den (Pinus nigra) is een soort uit de dennenfamilie (Pinaceae).

## Determinatie
Zwarte den is een boomvormende conifeer met een kegelachtige tot schermvormige kroon. Ze kan een hoogte bereiken van 55 m en meer dan 500 jaar oud worden.

## Ondersoorten
De soort wordt door Aljos Farjon (1998) onderverdeeld in de onderstaande ondersoorten:
- Pinus nigra subsp. nigra (Oostenrijkse den)
- Pinus nigra subsp. dalmatica
- Pinus nigra subsp. laricio (Corsicaanse den)
- Pinus nigra subsp. pallasiana
- Pinus nigra subsp. salzmannii

Daarnaast groeit in het Roemeense district Caras Severin (Nationaal park Domogled-Valea Cernei) de ondersoort Pinus nigra subsp. banatica.

## Ecologie
Zwarte den heeft een lage schaduwtolerantie; ze moet vol in de zon staan, maar kan goed tegen sneeuw en vorst. De soort wordt gevonden van zeeniveau tot hoogtes van 2000 m.

## Verspreiding
Het verspreidingsgebied van zwarte den strekt zich uit over grote delen van Europa, Klein-Azië en het Atlasgebergte in noordwestelijk Afrika.

## Fotogalerij

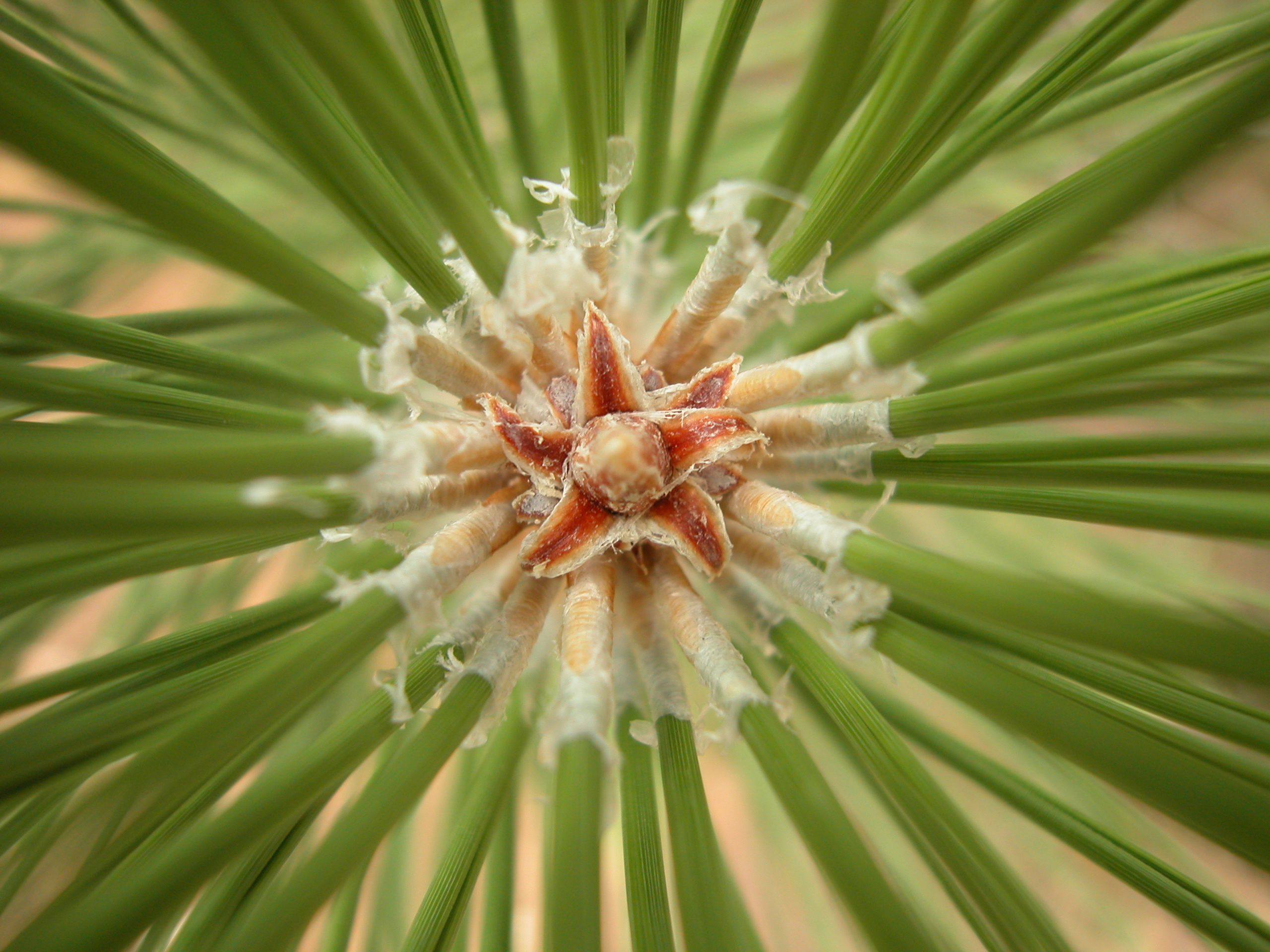
Kegel
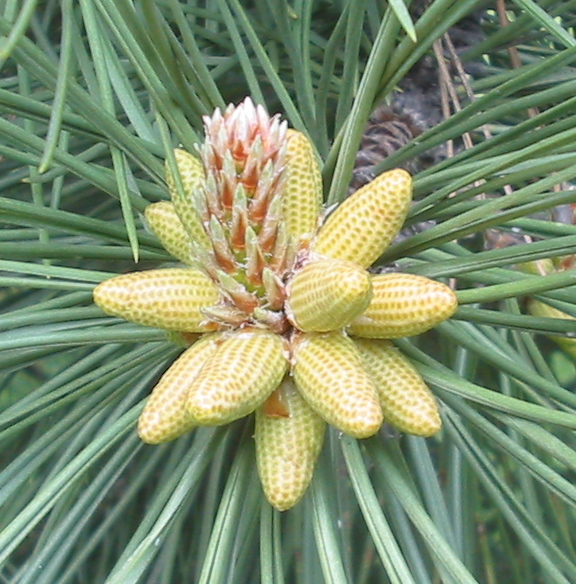
Stuifmeelkegels
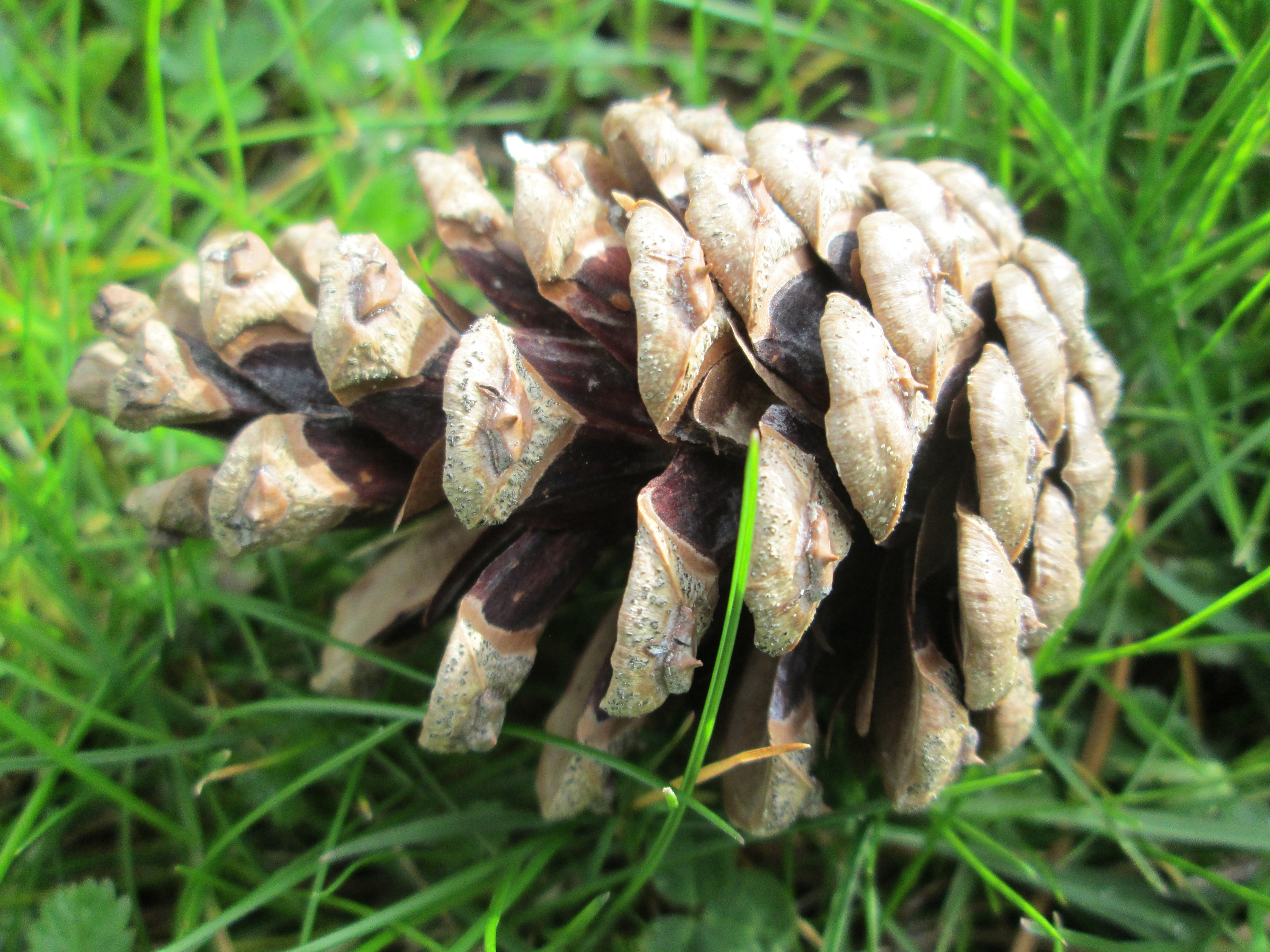
Appel
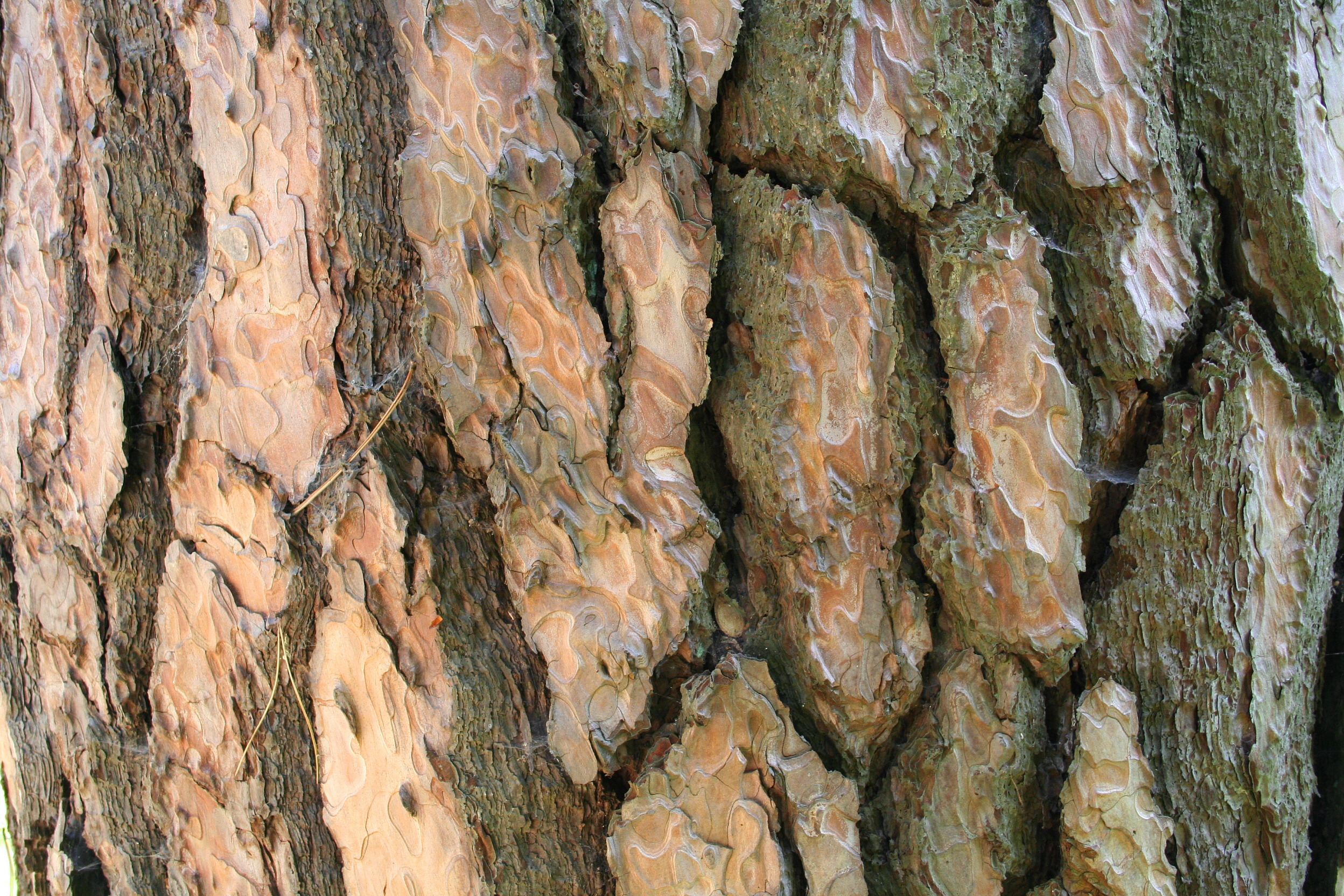
Bast